# 2007 у Тернополі
| Роки в Тернополі: ← · 2000 · 2001 · 2002 · 2003 · 2004 · 2005 · 2006 · 2007 · 2008 · 2009 · 2010 · 2011 · 2012 · 2013 · 2014 · 2015 · 2016 · 2017 · 2018 · 2019 · 2020 · 2021 · 2022 · 2023 · 2024 Див. також: XIX століття · XX століття |

## Річниці

### Річниці заснування, утворення
- 50 років із часу заснування Тернопільського державного медичного університету імені І. Я. Горбачевського (1957);

### Річниці від дня народження
- 4 січня — 50 років від дня народження українського актора і режисера Петра Ластівки (нар. 1957);
- 25 лютого — 120 років від дня народження українського режисера, актора, драматурга і публіциста Леся Курбаса (1887—1937);
- 11 квітня — 70 років від дня народження українського художника, ілюстратора Євгена Удіна (нар. 1937);
- 28 серпня — 70 років від дня народження української мистецтвознавиці, графіка Тамари Удіної (1937—2013);
- 25 листопада — 60 років від дня народження диригента, композитора, художнього керівника колективу «Оркестра Волі» Леоніда Міллера (нар. 1947);
- 17 грудня — 70 років від дня народження української актрорки та співачки (сопрано) Марії Гонти (нар. 1937);
- 20 грудня — 100 років від дня народження українського журналіста, видавця, фармацевта Богдана Остап'юка (1907—1988);

## Зникли
- всеукраїнський дитячий журнал «Клас», виходив від 1997

## Видання
- Лікарі Тернопільщини (Хронологія імен та фактів) / за ред. О. Голяченка. — Тернопіль: Лілея, 2007. — 100 с.

## Особи

### Померли
- 17 січня — Володимир Бібер — український спортсмен (волейбол), суддя (нар. 1954, похований у Жидачеві)